# Catantops annexus
Catantops annexus är en insektsart som beskrevs av Bolívar, I. 1918. Catantops annexus ingår i släktet Catantops och familjen gräshoppor. Inga underarter finns listade i Catalogue of Life.